# Vytautas Bernatonis
Vytautas Bernatonis (* 19. November 1940 in Šiliniai, Bezirk Jieznas, Rajon Prienai, Litauische SSR) ist ein litauischer Ingenieur und Politiker, Professor der KTU.

## Leben
1954 absolvierte er die Schule Kašonys und 1958 Abitur und Berufsbildung am Kauno politechnikumas und arbeitete danach bei „Taksomotorų autoūkis“ als Zechmeister in Vilnius. 1970 absolvierte er das Studium am Vilniaus inžinerinis statybos institutas und 1981 promovierte sowie 1988 habilitierte.
Von 1962 bis 1988 arbeitete er bei Vilniaus plastmasinių dirbinių gamykla. Von 1988 bis 1990 lehrte am Kauno politechnikos institutas (ab 1990: KTU)  und war ab 1989 Professor.
Von 1990 bis 1991 war er Bürgermeister von Vilnius.